# Enrique García
Enrique García (ur. 20 listopada 1912, zm. 23 sierpnia 1969) — piłkarz argentyński noszący przydomek Chueco, napastnik (lewoskrzydłowy).
Urodzony w Santa Fe García w piłkę zaczął grać w miejscowym klubie Las Rosas. Jednocześnie był ministrantem w miejscowym kościele, a miejscowy ksiądz spodziewał się, że García zostanie duchownym. W 1929 roku został piłkarzem klubu Brown Santa Fe, skąd w 1931 roku sprzedany został do klubu Gimnasia y Esgrima Santa Fe, choć sam zainteresowany wolałby znaleźć się w drużynie Unión Santa Fe.
W 1933 roku García został piłkarzem klubu Rosario Central, gdzie, zdaniem współczesnych, współtworzył najlepszy prowincjonalny atak świata: Cegnotti-Gómez-Guzmán-Porto-García. W 1936 roku za rekordową sumę 38 931 peso przeszedł do klubu Racing Club de Avellaneda. Jako gracz klubu Racing wziął udział w turnieju Copa América 1937, gdzie Argentyna zdobyła tytuł mistrza Ameryki Południowej. García zagrał we wszystkich sześciu meczach - z Chile, Paragwajem, Peru, Urugwajem, Brazylią (zdobył zwycięską bramkę) oraz w decydującym o mistrzostwie barażu z Brazylią.
W 1937 roku razem z Racingiem zdobył swój pierwszy tytuł mistrza Argentyny. Następnie wziął udział w turnieju Copa América 1941, gdzie Argentyna kolejny raz zdobyła mistrzostwo Ameryki Południowej. García zagrał w trzech meczach - z Ekwadorem, Urugwajem i Chile (zdobył bramkę). Ponadto w 1941 roku po raz drugi zdobył mistrzostwo Argentyny.
Wciąż jako gracz klubu Racing wziął udział w turnieju Copa América 1942, gdzie Argentyna została wicemistrzem Ameryki Południowej. García zagrał we wszystkich sześciu meczach - z Paragwajem, Brazylią (zdobył bramkę), Ekwadorem (zdobył bramkę), Peru, Chile i Urugwajem.
García zakończył karierę piłkarską w Racingu w 1944 roku - rozegrał w barwach tego klubu 233 mecze i zdobył 78 bramek (z czego tylko dwie prawą nogą). W latach 1935–1943 rozegrał w reprezentacji Argentyny 35 meczów i zdobył 9 bramek.
W czasie swojej kariery na ogół znany był pod przydomkiem Chueco (czyli krzywonogi). Określano go także innymi przydomkami - El Poeta de la zurda (czyli poeta lewej strony), el Mago (czyli magik) lub el Imparable (niepowstrzymany). Mając niewysoką i lekko przygarbioną sylwetkę, García grał wyłącznie lewą nogą. Robił to znakomicie, wielokrotnie wzbudzając podziw widzów, gdy z łatwością ogrywał obrońców rywali. Oglądając jego fantastyczne popisy, dziennikarze pierwszy raz w dziejach mówili o wiązaniu nogą krawata.
Zmarł 23 sierpnia 1969 roku - zapamiętany został, jako jeden z najznakomitszych lewoskrzydłowych graczy w dziejach argentyńskiego futbolu.